# Poststammbuch
Das Poststammbuch ist eine deutsche „Sammlung von Liedern und Gedichten, Aufsätzen und Schilderungen“ aus den 1870er Jahren, die den Angehörigen und Freunden der Post gewidmet war.

## Inhalt und Ausgaben
Das Poststammbuch bezeichnete sich selbst so in Anlehnung an die Gattung der Stammbücher (Freundschaftsalben) und sollte laut Vorwort der ersten Auflage von 1875 „gewissermaßen als Widmung an die Post angesehen werden“. In den Vorworten wurde dessen Zweck außerdem beschrieben als „eine vollständige Sammlung alles Trefflichen und der Erhaltung Würdigen, was über die Post gesagt und gesungen ist“.
Das Werk ist detailliert gegliedert und enthält zunächst eine Sammlung von „Posthorn-Klängen“, d. h. Gedichten und Liedtexten (ohne Noten) über die Post, dann zahlreiche Artikel über Sprache und Schrift des Postwesens und schließlich eine aufgefächerte Geschichte der Post vom Altertum über das Mittelalter in verschiedenen europäischen Ländern bis in die damalige Gegenwart, wobei in der dritten Auflage am Ende auch die Neuigkeiten des Berner Weltpostvertrags (1874) und des Weltpostvereins (1874) Erwähnung finden.
Das Poststammbuch erschien erstmals 1875 mit einem Umfang von 160 Seiten im Berliner Verlag R. v. Decker zusammen mit der Königlichen Geheimen Ober-Hofbuchdruckerei Berlin und 1876 als unveränderte Neuauflage. In deren Vorworten erschien die ausdrückliche Bitte, „daß Keiner es verschmähen möge, auf seinem Wege durch die duftigen Gärten des Schriftthums aller Zeiten die Blüthen, die er der Aufnahme in diesen Blumenstrauß für würdig hält, zu pflücken und unserer Sammlung einzureihen!“ Die an die Redaktion des Deutschen Postarchivs erbetenen Ergänzungen waren so zahlreich, dass schließlich 1877 eine erweiterte und bebilderte, dritte Auflage mit 248 Seiten Umfang erschien, die bis heute als Klassiker der Poststammbücher gilt.
1953 veröffentlichte der Verlag Decker-Schenk in Hamburg eine auf 104 Seiten gekürzte Taschenbuchausgabe als „Das poetische Postbüchlein“. Reprints der umfangreichsten Auflage von 1877 erschienen 1982 in Leipzig vom Zentralantiquariat der DDR und 1982 in Lizenz im Decker-Verlag, Hamburg/Heidelberg.

## Herausgeberfrage
Der Herausgeber der Sammlung wird im Poststammbuch nicht genannt, doch ist bekannt, dass das Werk auf Veranlassung des Generalpostdirektors des Deutschen Reichs Heinrich von Stephan im Reichspostamt bearbeitet worden ist. Stephan war nicht nur als Gelegenheitsdichter und „humorvoller Wortakrobat“ bekannt, sondern auch als Schriftsteller von Essays und Abhandlungen und widmete sich der Sprachpflege. Die Allgemeine Deutsche Biographie erklärte 1908 als Stephans Motiv, dass dieser „die Poesie im Leben der Post suchte er dadurch zu heben [beabsichtigte], daß er ein Poststammbuch herausgab, in dem Lieder und Gedichte, die sich auf das Postwesen beziehen, und Aehnliches gesammelt wurden.“
Die Berliner National-Zeitung (Hermann Lessing) schrieb 1876 zur Herausgeberfrage: „Wenn auch sein Verfasser sich in den Schleier der Anonymität hüllt, so ist doch die recherche de la paternité hier nicht schwierig. Wem so viele Data zu Gebote stehen (...) der muss einer der obersten Lenker der großartigen Verkehrsanstalt sein, sich ihr mit Leib und Seele gewidmet haben.“
Es ist überliefert, dass Heinrich v. Stephan das Poststammbuch als Geschenk verteilte, so u. a. 1877 an Kaiser Wilhelm I. zu dessen 80. Geburtstag.

## Varia
Der Reinertrag des Verkaufserlöses aus der ersten Auflage war für die Kaiser Wilhelm-Stiftung für die Angehörigen der Deutschen Reichspost-Verwaltung bestimmt.
In der Nachfolge des deutschen Poststammbuchs verfasste der tschechisch-österreichische Postbeamte und kulturhistorische Schriftsteller Eduard Maria Schranka (1850–1916) ein „Österreichisches Post-Stammbuch“, erschienen 1896 in Wien im Verlag Gebrüder Mändl.

## Quelle und Digitalisate
- Poststammbuch. Eine Sammlung von Liedern und Gedichten, Aufsätzen und Schilderungen, gewidmet den Angehörigen und Freunden der Post. 3. vermehrte und mit Abbildungen versehene Ausgabe, Verlag der Königlichen Geheimen Ober-Hofbuchdruckerei, Berlin 1877.
- Digitalisat der ersten Ausgabe von 1875 auf opacplus.bsb-muenchen.de, abgerufen am 19. März 2023
- Digitalisat der dritten Ausgabe von 1877 auf books.google.de, abgerufen am 18. März 2023
- Digitalisat der dritten Ausgabe von 1877 auf opacplus.bsb-muenchen.de,  abgerufen am 18. März 2023